# درکه کان
درکه کان (انگلیسی: Derek Kan؛ زادهٔ) مدیر اجرایی مشاغل آمریکایی و مقامات دولتی است که هم‌اکنون به عنوان معاون وزیر حمل و نقل برای سیاست گذاری فعالیت می‌کند. پیش از این در ۲۰۱۵ زمان باراک اوباما مدیر اجرایی شرکت حمل و نقل لیفت (شرکت) بود.